# Komitee für Einheit und Fortschritt

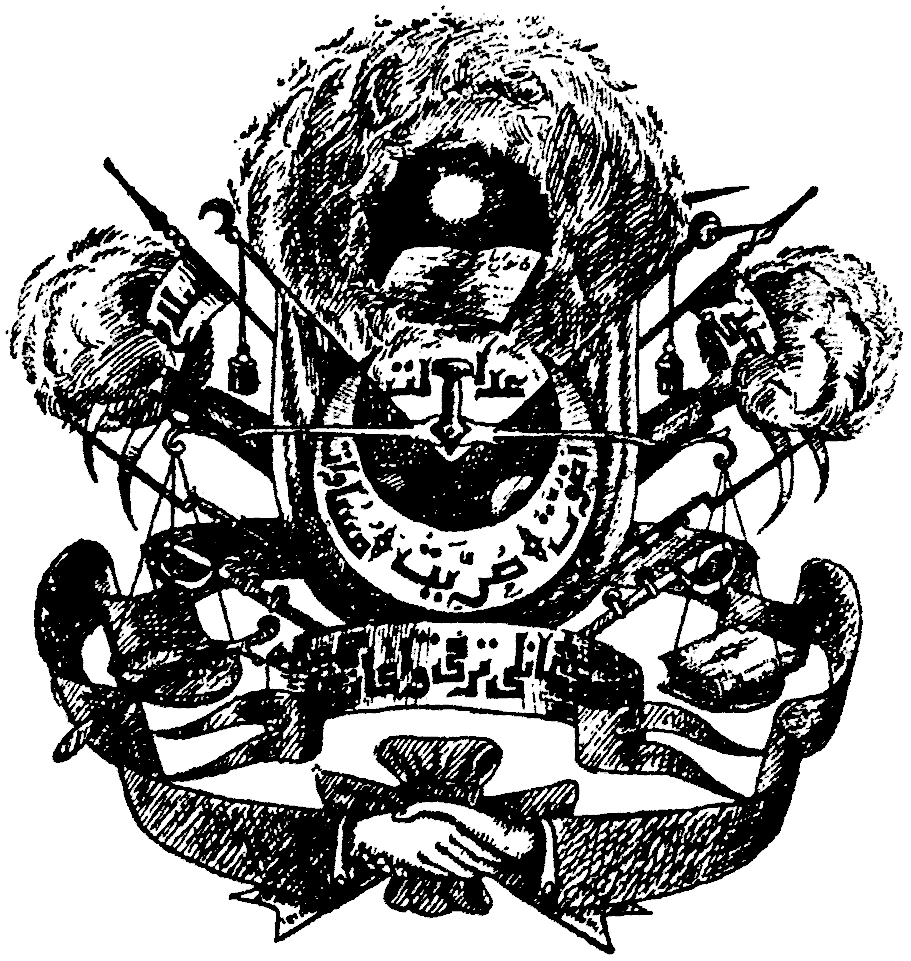
Das Emblem des Komitees

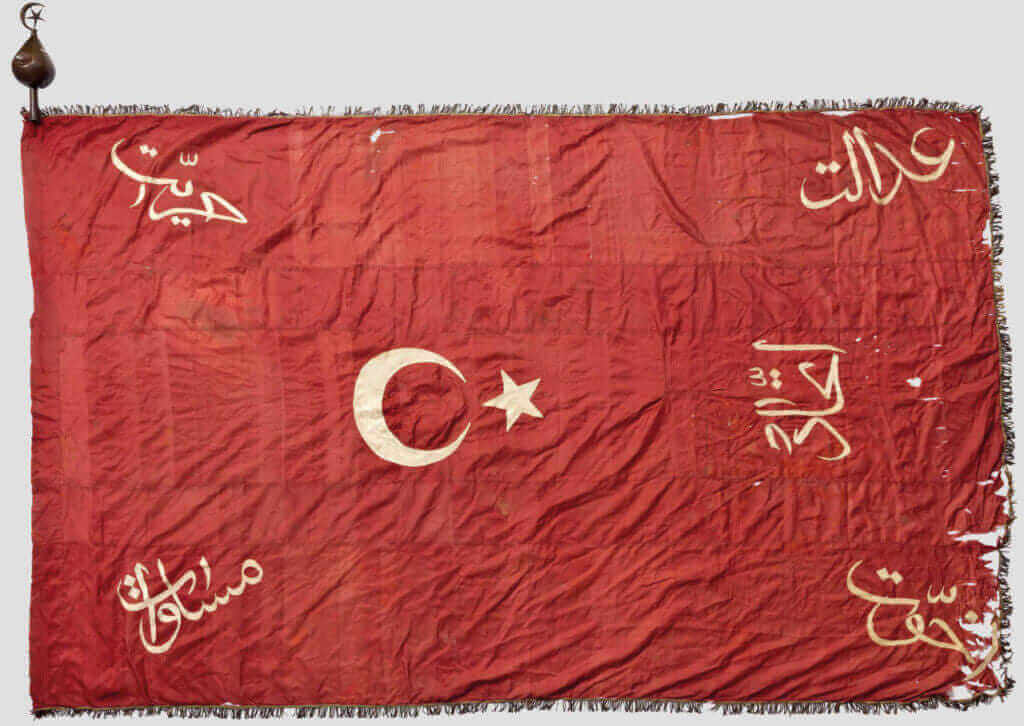
Die Flagge des Komitees

Das Komitee für Einheit und Fortschritt (osmanisch إتحاد و ترقى جمعيتی İttiḥâd ve Teraḳḳî Cemʿiyeti), auch bekannt als Ittihadisten, war eine politische Organisation im Osmanischen Reich. Es war die treibende Kraft hinter der konstitutionellen Revolution von 1908 und dem Völkermord an den Armeniern und regierte mit kurzer Unterbrechung von 1908 bis 1918. Es war die mächtigste und langlebigste Partei der Bewegung der Jungtürken.

## Gründung
Das Komitee für Einheit und Fortschritt ist ein Zusammenschluss von mehreren Gruppen aus dem Aus- und Inland, die alle gegen die Herrschaft Abdülhamid II. kämpften.
Der erste Keim der KEF im Inland war die 1889 in der militärmedizinischen Akademie (Askeri Tıbbiye) gegründete Geheimorganisation namens İttihad-ı Osmani Cemiyeti (Komitee der osmanischen Einheit). Fünf Schüler mit den Namen İshak Sükûti (1868–1902), İbrahim Temo (1865–1945), Abdullah Cevdet (1869–1932), Mehmed Reşid und Hikmet Emin gründeten diese Organisation. Sie nahmen sich den italienischen Carbonari-Geheimbund zum Vorbild, der für eine Vereinigung Italiens (Risorgimento) eingetreten war. So organisierten sie sich in Zellen mit vier Mitgliedern. Die Organisation breitete sich auch über die anderen Militärschulen aus. Einige Mitglieder wurden verhaftet, einige flohen nach Paris und trafen sich dort mit anderen osmanischen Flüchtlingen, die ebenfalls die Wiedereinsetzung der Verfassung wollten.
Diese Gruppe unter der Führung Ahmed Rızâs gründete die Osmanlı İttihat ve Terakki Cemiyeti (Osmanisches Komitee für Einheit und Fortschritt) und publizierte ab 1895 die Zeitung Meşveret (Beratung), die in Osmanisch und Französisch erschien. Auf einem Kongress von 1896 wurde der liberalere und englandfreundliche Besitzer der liberalen Zeitung Mizan Mizancı Murat der neue Vorsitzende. 1897 wurde der Sitz der KEF nach Genf verlegt.
Das Komitee spaltete sich auf dem ersten Jungtürkenkongress 1902 in einen liberalen Teil unter Prinz Sabahaddin und einen nationalistischen Teil unter Ahmed Rızâ. Prinz Sabahaddin führte die Dezentralisten an und heißen von dort an Teşebbüsü Şahsi ve Ademi Merkeziyet Cemiyeti (Organisation für Private Initiative und Dezentralismus). Ahmed Rızâs Gruppen nannten sich von dort an Komitee für Einheit und Fortschritt. Ab 1905 wurden die Propaganda und Organisationsaktionen durch Doktor Nazim und Bahaeddin Şakir, die aus der Türkei kamen, verstärkt. Im September 1906 gründete der Telegrafenbeamte Mehmed Talat in Saloniki die Osmanlı Hürriyet Cemiyeti (Gesellschaft für osmanische Freiheit) und trat in Kontakt mit den Jungtürken im Exil. Zwei Monate später gründeten in Damaskus Offiziere der Fünften Armee, denen auch Mustafa Kemal Pascha angehörte, die Organisation Vatan (Heimat). Auf dem zweiten Jungtürkenkongress im September 1907 in Paris wurde die Bewegung „Komitee für Einheit und Fortschritt“ benannt. Mit dem Beitritt der Vatan-Gruppe wurden noch mehr andere oppositionelle Kräfte vereint. An dem Kongress nahmen alle Oppositionsparteien und auch die als Daschnaken bekannte Armenische Revolutionäre Föderation teil. Auf dem Kongress wurde ein Militärputsch gegen Abdülhamid II. beschlossen.
Ab 1895 gibt es Berichte über die Gründung revolutionärer Gruppen innerhalb von Armeeverbänden überall im Osmanischen Reich. Ob diese Gruppen untereinander in Kontakt standen oder eine zentrale Kommandostruktur hatten, ist noch nicht hinreichend geklärt. Viele dieser Gruppen traten später der KEF bei.
Die dritte Armee mit Hauptquartier in Saloniki wurde ab Anfang des 20. Jahrhunderts zum Focus der revolutionären Gruppen. Innerhalb der Armee-Einheit, die mit der Niederschlagung des makedonischen Aufstands beauftragt wurde, bildeten sich ab 1903 auch solche Gruppen, die sich die makedonischen Gruppen zum Vorbild nahmen. Neue Mitglieder mussten egal ob zivil oder Soldat einen Eid auf Waffen schwören und nahmen den Tod bei Verrat in Kauf. Die Revolution von 1908 wurde von dem Zentralkomitee der KEF in Saloniki organisiert. Alle wichtigen Führer der KEF nach 1908 wie Talat, Enver, Cemal, Cavit Bey, Mustafa Kemal, Rahmi und Şükrü, die in der osmanischen Politik aktiv wurden, waren schon vor 1908 Mitglied der KEF in Saloniki.

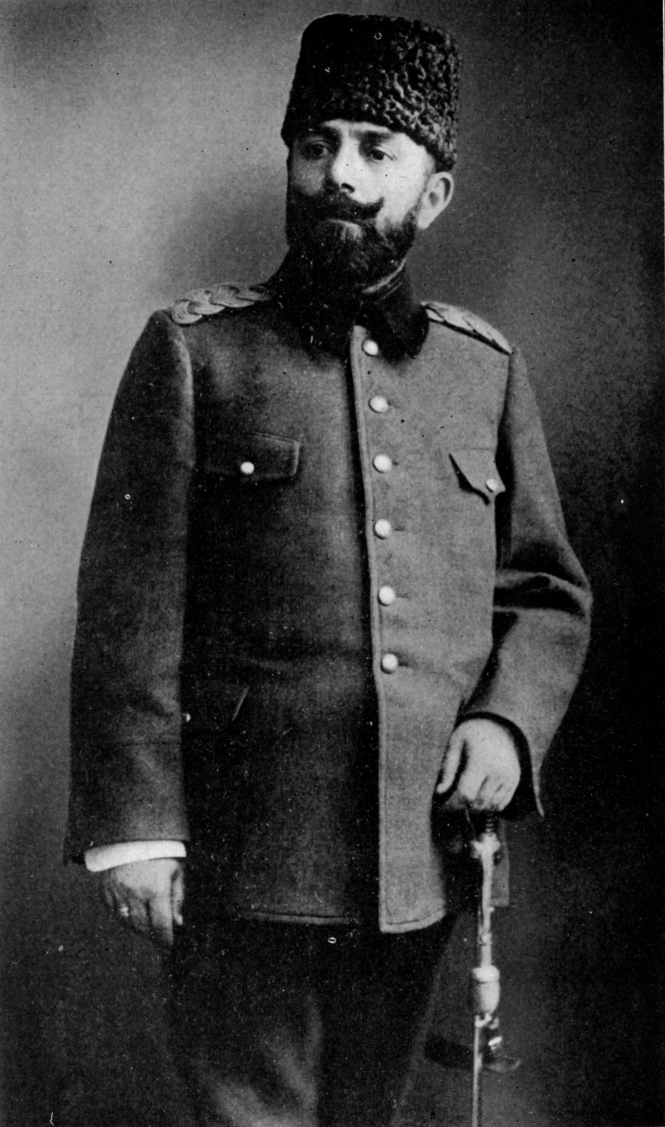
Cemal Pascha

Die ersten 10 Mitgliedsnummern wurden nach dem Alter der Mitglieder vergeben:
1. Major Tahir Bey (Direktor der militärischen höheren Lehranstalt in Saloniki)
2. Major Naki Bey (Französischlehrer in der militärischen höheren Lehranstalt in Saloniki)
3. Talât Bey (Postbeamter in Saloniki)
4. Mithat Şükrü (Beamter im Bildungswesen)
5. Rahmi Bey (Angehöriger der Notabeln in Saloniki)
6. Hauptmann Kâzım Nami Bey (Adjutant des Marschalls der Osmanischen 3. Armee)
7. Oberleutnant Ömer Naci Bey
8. Oberleutnant Hakkı Baha Bey
9. Oberleutnant İsmail Canbolat Bey
10. Hauptmann Edip Servet Bey

Die Nummern 11 bis 110 wurden nicht vergeben. Weitere Nummern sind: 111. Mustafa Necip, 132. İsmail Hakkı (Beşiktaş), 135. Çolak Faik, 136. Hüsrev Sami, 137. Tevfik (Selanik), 138. Halil Kut, 150. Cemal Pascha, 152. Ismail Enver, 155. Necip Draga, 156. Fethi Okyar, 158. Rasim, 165. Hafız Hakkı Pascha, 171. Emanuel Karasu, 185. Zinnun, 186. Eyüp Sabri, 187. Abdülkadir, 190. Süleyman Fehmi, 191. Ali Fuat Cebesoy, 195. Mustafa Kâmil, 196. Mühendis Salim, 204. Hasan Rıza Pascha, 238. Baytar Recep, 280. Vasıf, 295. Cavit Bey, 322. Mustafa Kemal Atatürk, 331. Refet Bele, 362. Cemil, 385. Ulah Yesarya Efendi, 386. Ulah Çele Efendi, 387. Reşit Pascha und 6436. Nureddin Pascha.

## Mustafa Kemal Pascha

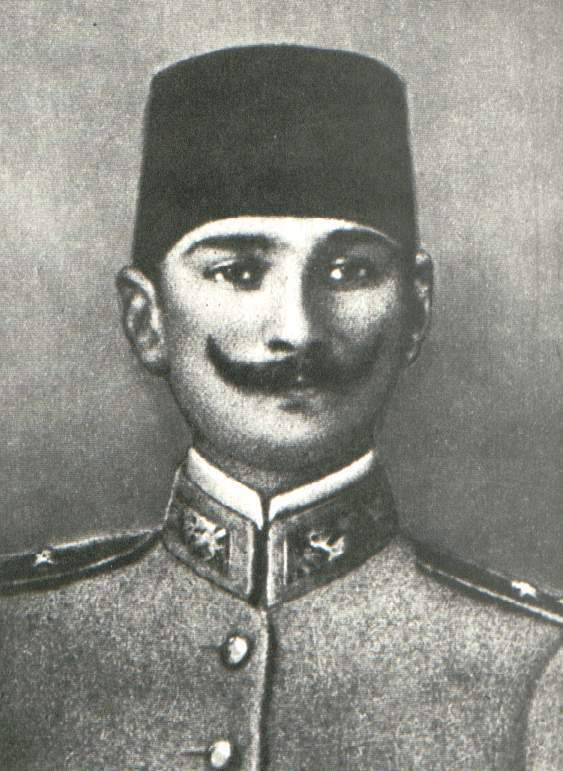
Mustafa Kemal (Atatürk) 1906 in Damaskus

Mustafa Kemal trat im Februar 1907 dem Komitee bei und nahm als Delegierter von Tripolis am Parteikongress vom 22. September 1909 teil, dabei kritisierte er die Partei wie folgt:

„Es dürfen keine Offiziere in der Partei sein. Diejenigen, die in die Politik gehen, sollen von ihren Militärämtern zurücktreten. Sonst wird die militärische Befehlskette sich mit der Parteihierarchie vermischen und die militärische Disziplin zum Erliegen kommen. Das hätte negative Folgen für die Armee. Das Komitee muss seine Identität als Komitee aufgeben und zu einer Partei werden.“

Die Führung des Komitees teilte die Meinung Mustafa Kemals nicht, lediglich Kâzım Karabekir hatte dieselben Ansichten wie er. Nach dem Parteikongress wandte sich Mustafa Kemal vom Komitee ab, um sich seiner Militärlaufbahn zu widmen. Nachdem Mustafa Kemal Pascha am 29. Oktober 1923 die Republik Türkei ausgerufen hatte, ließ er das Komitee verbieten, da er keine Geheimbünde im neu gegründeten Staat wollte.

## Die zweite osmanische Verfassungsperiode

### Der Aufstieg des Komitees zur Macht
Nach der Verkündung der zweiten osmanischen Verfassungsperiode am 24. Juli 1908 kam die KEF nicht direkt an die Macht. Vielmehr kontrollierte sie von außen die Regierungen von Hüseyin Hilmi Pascha, İbrahim Hakkı Pascha und Mehmed Said Pascha. Der Großteil des Abgeordnetenhauses, das im Dezember 1908 gewählt wurde, waren von der KEF unterstützte Personen. Im Februar 1909 wurde zum ersten Mal in der osmanischen Geschichte eine Regierung durch die Abgeordneten der KEF durch ein Misstrauensvotum gestürzt.
Das Komitee hielt seine ersten vier Kongresse 1908, 1909, 1910 und 1911 geheim in Saloniki ab und die Mitglieder des Zentralkomitees wurden der Öffentlichkeit nicht bekanntgegeben. Die Regierung, die mit Unterstützung einer Geheimgesellschaft ohne politische Verantwortung die Regierungsgeschäfte führte, wurde Anfang 1909 stark kritisiert. Der Begriff der „Unsichtbaren Personen“ (Rical-i gayb) fand Eingang in die politische Satire. Im April 1909 wurde ein Journalist, der dem Komitee ablehnend gegenüberstand, auf der Galatabrücke von einem Unbekannten erschossen. Das führte zu einem Aufstand gegen die KEF-Regierung, der unter dem Namen „Vorfälle vom 31. März“ bekannt ist. Dieser Aufstand wurde von den militärischen Verbänden aus Saloniki unterdrückt. Das Komitee wurde dadurch noch mächtiger. Mehmed V., der Abdülhamid II. an der Macht ersetzte, war nicht mehr als eine Marionette. Mit einer Verfassungsänderung im August 1909 hatte das Parlament das Monopol auf die politische Macht.

## Machtverlust
Die Reaktionen auf die nationalistische Politik der Regierung auf dem Balkan und insbesondere in Albanien und die Besorgnis über die Politisierung der Armee führten 1911 dazu, dass sich die Fraktion im Parlament auflöste und sich mindestens zwei Oppositionsparteien bildeten. Die Wahlen von Februar 1912 wurden zur Schaubühne der von der KEF gelenkten Gewalttaten und Korruption. Bei der sogenannten Prügelwahl gewannen fast überall die Kandidaten der KEF. Daraufhin erklärte die Opposition die Ergebnisse für nichtig und innerhalb der Armee bildete sich mit der Halaskâr Zabitan eine Gruppe, die die KEF von der Regierung entfernen wollte. Nach einem Memorandum der Halaskâr Zabitan vom 16. Juli musste die Regierung der KEF unter Said Pascha zurücktreten.
Das parteienübergreifende Kabinett des Gazi Ahmet Muhtar Paschas wollte der Herrschaft der KEF ein Ende setzen. Deswegen wurde die Wahl vom Februar 1912 annulliert und das Parlament aufgelöst. Dagegen setzten der neuen Regierung Gruppen wie die „Kayıkçılar Cemiyeti“ und andere in Istanbul zu. Diese wurden von den Polizeiorganisationen, die von KEF kontrolliert wurden, unterstützt.
Nach der schnellen Niederlage im Ersten Balkankrieg im Herbst 1912 veränderte sich die politische Stimmung wieder zu Gunsten der KEF. Das Komitee, das sich eine gewalttätige nationalistische Politik angeeignet hatte, beschuldigte auf der einen Seite die Regierung wegen der Niederlage und konnte auf der anderen wichtige Offiziere auf seine Seite ziehen. Am 23. Januar 1913 überfiel eine bewaffnete Gruppe unter der Leitung Envers, der zu der Zeit Major war, eine Regierungsversammlung im Babıali, erschoss den Kriegsminister Nazım Pascha und zwangen den Großwesir mit der Waffe am Kopf zum Rücktritt. So gelangte die KEF durch einen Militärputsch an die Macht.

## Die Regierung der İttihat ve Terakki
Nachdem es die Macht durch einen Militärputsch wiedererlangt hatte, stellte das Komitee keine eigene Regierung auf, sondern ernannte den geachteten Soldaten Mahmud Şevket Pascha zum Großwesir. Dieser aber starb am 11. Juni 1913 durch ein Attentat, so dass unter dem neuen Großwesir Said Halim Pascha eine umfassende Diktatur aufgebaut wurde. Es wurden 24 Personen, unter denen auch oppositionelle politische Führer waren, im Zusammenhang mit dem Attentat zum Tode verurteilt, seit 1820 die ersten politischen Hinrichtungen. Die KEF-Regierung schickte ungefähr 250 Gegner, darunter viele Schriftsteller, Journalisten und Abgeordnete, nach Sinop ins Exil. Alle oppositionellen Zeitungen wurden verboten.

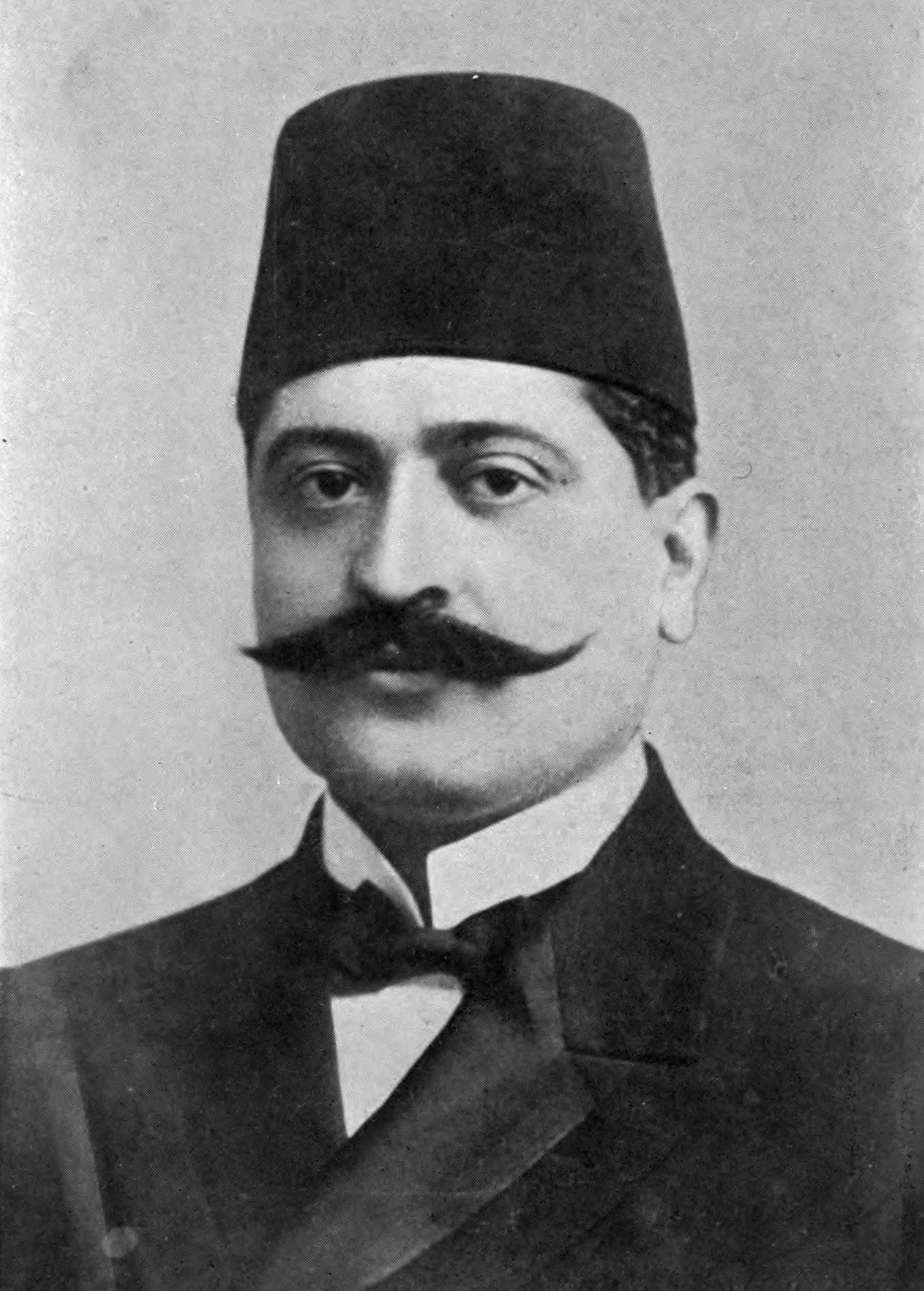
Talât Pascha 1916

Die Politik und Reformen der KEF-Regierung nach 1913, die sich selber als Revolutionsregierung betrachtete, kann wie folgt zusammengefasst werden:
- Die Streitkräfte wurden durchgreifend reformiert. Enver Bey übersprang vier Dienstgrade und wurde zum General und Oberkommandierenden der Armee ernannt.
- Die Außenpolitik richtete sich auf Deutschland aus.
- Ideologisch wurde der Türkismus und Turanismus angenommen. Schriftsteller, die diese Ansicht vertraten, waren neben dem Sprachrohr des Komitees Ziya Gökalp, Ahmet Ağaoğlu, Mehmet Emin Yurdakul, Ömer Seyfettin, Yunus Nadi und Halide Edip Adıvar. Auf der anderen Seite gewann auch die islamisch-nationalistische Strömung von Dichter Mehmet Akif Ersoy innerhalb des Komitees Anhänger.
- Eine Nationale Wirtschaftspolitik wurde etabliert, die die nicht muslimischen Minderheiten aus der Wirtschaft verdrängen wollte. 1914 wurden einseitig die Kapitulationen gekündigt.
- Arbeiten zu Vereinfachung und Türkisierung der Sprache wurden begonnen.
- Es wurden Reformen durchgeführt, die das Ausbildungswesen in den Medressen modernisieren und dem Bildungsministerium unterstellen sollten.
- Durch den Hukuk-ı-Aile-Erlass wurden im Zivilrecht Mann und Frau gleichgestellt. Frauen erhielten das Recht auf Scheidung.
- Durch einen Erlass im April 1917 wurden alle geistigen Gerichte dem Justizministerium unterstellt.
- 1917 wurde der Vorschlag gemacht, die Dynastie Osman zu entmachten und (möglicherweise unter der Führung Enver Paschas) eine Republik zu gründen. Doch wegen der Opposition innerhalb des Komitees unter Talat Pascha ließ man davon ab.
- Der amtliche Rumi-Kalender wurde vom Julianischen auf den Gregorianischen Kalender umgestellt, zudem verlegte man den Jahresanfang auf den 1. Januar.

## Kriegsjahre
Als Folge eines Abkommens vom 2. August 1914, das ohne Wissen der Regierung und des Sultans zwischen der Führung des Komitees und Deutschland geschlossen wurde, trat die Türkei an der Seite Deutschlands in den Ersten Weltkrieg ein. Dieser Vorfall führte innerhalb des Komitees zu Kritik und Spaltung. Prominente Unionisten wie Cavid Bey, Ahmed İzzet Pascha und Çürüksulu Mahmud Pascha traten aus der Regierung und der Armee aus. Andere wie Fethi Bey, Rauf Bey und Mustafa Kemal blieben zwar, nahmen aber unterschiedlich starke Haltung gegen das Komitee unter Enver Pascha ein.
Cemal Pascha, der zuvor schon Polizeichef Istanbuls sowie Marineminister und eine der Schlüsselfiguren des Regimes war, wurde in den ersten Kriegsmonaten zum Armeekommandeur Syriens ernannt und so de facto aus der Regierung entfernt. Die Konkurrenz zwischen den beiden verbliebenen Führern Talât und Enver trat von Zeit zu Zeit offen zu Tage, führte aber zu keiner Spaltung.
Die schweren Niederlagen in der Schlacht von Sarıkamış, Sues und im Irak führten zwar nicht dazu, dass die politische Stellung des Oberbefehlshabers Enver Pascha erschüttert wurde, sondern dass Zweifel an seinen strategischen Fähigkeiten aufkamen. Umfangreiche Unterschlagungen, die dem Versorgungsminister Topal İsmail Hakkı Pascha, der Enver Pascha nahestand, angelastet wurden, schädigten die KEF-Regierung ebenfalls.

## Waffenstillstand und Türkischer Befreiungskrieg
Angesichts der sicheren Niederlage im Ersten Weltkrieg trat die Regierung Talat Paschas am 8. Oktober 1918 zurück. Auf einem außerordentlichen Kongress am 1. November löste sich die KEF selber auf und gründete die Erneuerungspartei (Teceddüd Fırkası). Am 2. November flohen die Führer der KEF Enver, Talat, Cemal, Bahaeddin Şakir und Dr. Nazım mit deutscher Hilfe nach Berlin, um sich den Unionistenprozessen und den gegen sie verhängten Todesurteilen für ihre Verantwortung am Völkermord an den Armeniern zu entziehen.
Zu der Zeit glaubte man in der Türkei und unter Siegermächten, dass sich das Komitee nicht aufgelöst habe, sondern in den Untergrund gegangen sei, um später wieder aktiv zu werden. Führer, die während des Krieges in Korruption oder Massaker verwickelt waren, wurden versteckt. Andere Kader wie Cavit Bey, Rauf Orbay, Fethi Okyar, Kara Vasıf, Rahmi Bey und İsmail Canbulat, die nicht direkt für Massaker und Unterschlagungen während des Krieges und für das Bündnis mit Deutschland verantwortlich waren, traten in den Vordergrund.
Bereits 1915 wurde eine Widerstandsgruppe unter Enver für den Fall der Niederlage und der Besatzung des Landes gegründet. Schließlich wurden im Winter 1918/1919 Personen, die später im Nationalen Widerstandskampf wichtige Rollen spielen sollten, nach Istanbul beordert und ausgebildet. Es wurden in verschiedenen anatolischen Städten Zeitungen und Vereine gegründet und in West- und Nordanatolien mit Hilfe ehemaliger Mitglieder der „Teşkilât-ı Mahsusa“ die Widerstandsgruppen der Kuvayı Milliye aufgebaut. Bis zum Frühling 1921 war in der Presse die Meinung weit verbreitet, dass Enver bei einer bestimmten Stufe des Widerstandes zurückkehren würde, um die Regierung zu übernehmen. Hauptkritikpunkt der Istanbuler Presse in den Jahren 1919–1920 an die Adresse des Nationalen Widerstandes war dann auch dessen Unionismus.
Wenn man mal die wenigen Ausnahmen wie Rıza Nur und Ahmet Ferit Tek beiseitelässt, bestanden die Kader der Widerstandsbewegung vollständig aus ehemaligen Komiteemitgliedern. Nationalistische Führer wie allen voran Mustafa Kemal sowie Rauf, Fethi, Kâzım Karabekir, İsmet (İnönü), Celal (Bayar), Adnan (Adıvar), Şükrü, Rahmi, Çerkez Raşit, Çerkez Ethem, Bekir Sami, Yusuf Kemal, Celaleddin Arif, Ahmet Ağaoğlu, Recep (Peker), Şemsettin (Günaltay), Hüseyin Avni, Ziya Hurşit waren allesamt Mitglieder der alten KEF-Kader und sogar auch in der Teşkilât-ı Mahsusa aktiv. Die Vertreter und Propagandisten des Komitees in den Medien wie Ziya Gökalp, Mehmet Emin (Yurdakul), Mehmet Akif (Ersoy), Celal Nuri (İleri), Yunus Nadi (Abalıoğlu), Falih Rıfkı (Atay), Velid Ebüzziya und andere setzten sich für den Nationalen Widerstandskampf ein.
Daher kann die Frage, ob der Kern der Widerstandsbewegung alte Mitglieder des Komitees waren oder ob es eine neue Bewegung unter Mustafa Kemal war, nicht befriedigend beantwortet werden.
1924 gründeten einige Exmitglieder des KEF wie Kâzım Karabekir, Rauf Orbay, Ali Fuat Cebesoy, Refet Bele und Adnan Adıvar die Oppositionspartei Terakkiperver Cumhuriyet Fırkası. Diese neue Partei wurde 1925 mit ihrer Opposition gegen das Gesetz zu Wiederherstellung der öffentlichen Ruhe, dem Takrir-i Sükûn Kanunu, verboten. 13 prominente Parteimitglieder wurden wegen der Behauptung eines Zusammenhanges mit dem İzmirattentats von 1926 auf Atatürk vor das Unabhängigkeitsgericht gestellt und teilweise hingerichtet.

## Das Ende der Führer der İttihat ve Terakki

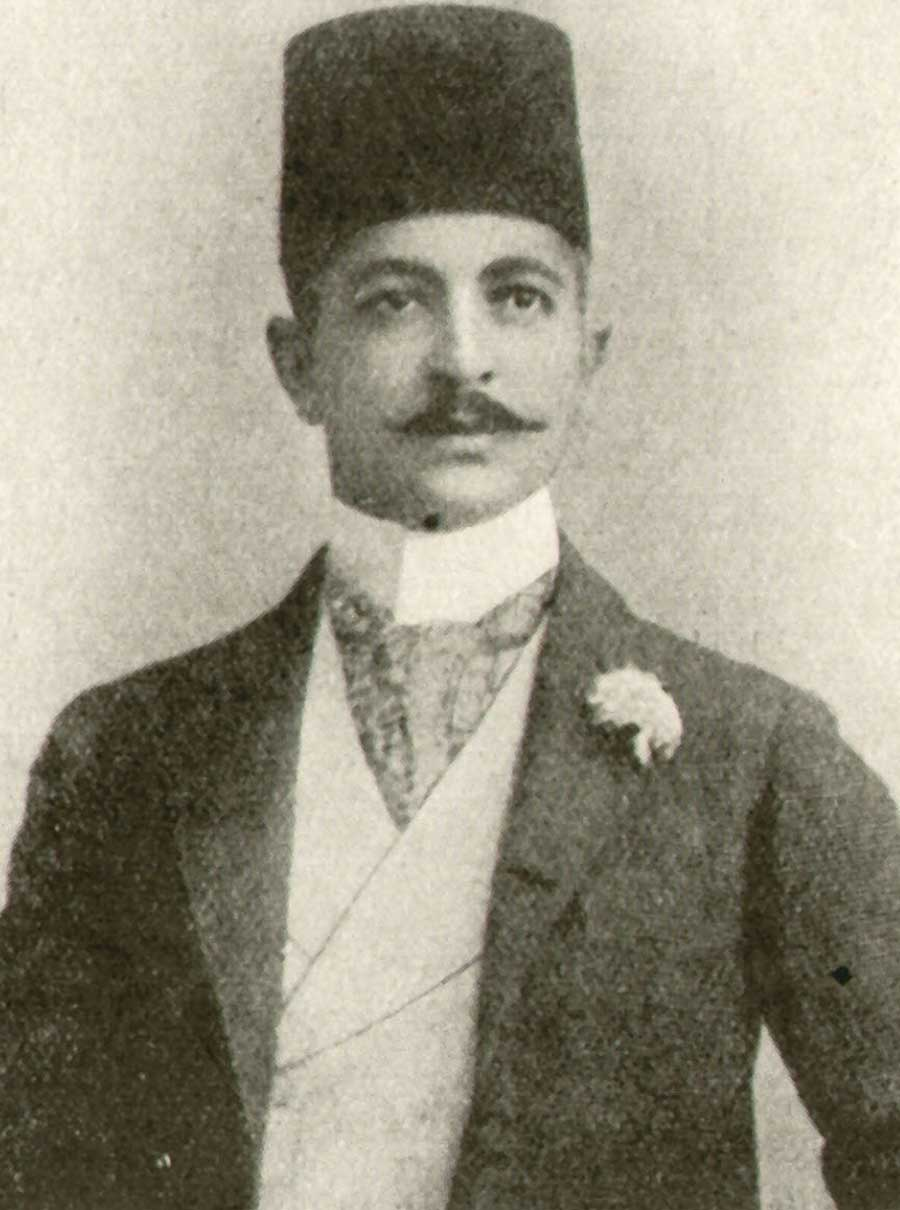
Said Halim Pascha

- Die Generäle Enver, Talât und Cemal verließen mit dem deutschen U-Boot U 17 in der Nacht zum 2. November 1918 Istanbul und kamen am 3. November 1918 in Sewastopol an.[8]
- Talât Pascha wurde am 15. März 1921, als er seine Wohnung an der Hardenbergstraße Nr. 4 in Charlottenburg verließ, von Soghomon Tehlirian, einem armenischen Überlebenden des Genozids, erschossen.[9]
- Cemal Pascha und sein Sekretär wurden am 22. Juli 1922 in Tiflis von armenischen Attentätern erschossen.[10]
- Enver Pascha reiste im Sommer 1920 nach Sowjetrussland, wo der russische Bürgerkrieg (etwa 1918–1922) stattfand. Im November 1921 in Buchara (Usbekistan) angekommen, wandte er sich gegen seine bisherigen Unterstützer (Bolschewiki) und nahm Verbindung mit Führern der Basmatschi auf; er warb bei ihnen für seine pantürkische Idee und für die Bildung eines neuen Kalifats mit Sitz in Samarkand. Er wurde Kommandeur der Basmatschi und Oberbefehlshaber der Truppen des Emirs Said Alim Khan. Die Rote Armee beendete diesen Unabhängigkeitskampf blutig: am 4. August 1922 fielen Enver Pascha und die meisten seiner Kämpfer in einem erbitterten Gefecht mit überlegenen Sowjet-Truppen am  Çegan Tepe[11], das 15 km östlich von Baldschuan in Tadschikistan liegt.[12]